# 剑阁县
剑阁县位于四川省北部偏东，隶属广元市，是甘肃、四川之间的交通要道。剑阁县内雄险的剑门关现在是一座森林公园。当地出产的茶叶品质甚佳，林产品和中药材产品比较丰富，剑阁手杖是四川知名特产。

## 历史
三国末期曹魏大将钟会和邓艾进攻蜀汉，蜀汉大将姜维从沓中回兵剑阁阻挡钟会，邓艾趁机从阴平道经甘肃文县和广元青川境内的摩天岭偷袭江油关（今平武县南坝镇），直取成都。之后鍾会诬陷邓艾，邓艾和他的儿子邓忠被杀于绵竹西。他们的合葬墓位于剑阁县城外10公里北乡的孤玉山。
国共内战末期，1949年底，解放军将领贺龙率第一野战军所部由甘肃攻占这里，并由此进入四川，和此前由川东进入四川的刘伯承、邓小平所部第二野战军汇合攻占成都。
2000年6月22日，国务院正式批准剑阁县政府驻地由普安镇迁至下寺镇。
剑阁县新县城位于下寺镇，剑阁还有著名的剑门火腿，也是四川省著名产品。

## 人口
根據2020年第七次全國人口普查，全县常住人口為423859人。

## 地理
剑阁位于四川北部边缘龙门山与大巴山交错地带，是川陕甘三省结合部，属山区丘陵地貌。面积3200平方公里，总人口约68万。

## 文化

### 方言
剑阁境内方言语音差异明显，大致可以分为北部入声派入阳平的成渝方言片区（如普安镇）和南部保留入声的岷江方言片区（如金仙话、摇铃话），以金仙一带方言最为特殊。剑阁金仙一带方言是迄今所见四川境内最为古老的汉语方言之一，保存了岷江方言较早期的层次，可能是宋元时期四川方言的后裔。

## 行政区划
剑阁县下辖27个镇、2个乡：
普安镇、龙源镇、盐店镇、柳沟镇、武连镇、东宝镇、开封镇、元山镇、演圣镇、王河镇、公兴镇、金仙镇、香沉镇、白龙镇、鹤龄镇、杨村镇、羊岭镇、江口镇、木马镇、剑门关镇、汉阳镇、下寺镇、涂山镇、店子镇、张王镇、姚家镇、义兴镇、秀钟乡和樵店乡。

## 交通
- 347国道过境。

## 文物保护单位
全国重点文物保护单位2.5处：觉苑寺、鹤鸣山道教石窟寺及石刻、剑门蜀道遗址-剑门关等。
省级文物保护单位12处：钟鼓楼古建筑区、剑阁香沉寺、剑溪桥、剑州文庙、白兔寺、金仙文庙、中国共产党十大政纲石刻、大路河红军石刻标语及红军墓、化林大队旧址、苦竹寨遗址、蟠龙寨遗址、青虚山寨遗址。

## 特产
剑门关豆腐：中国地理标志产品。